# Аеробос (фільм)
Аеробос (англ. Airboss) — американський бойовик 1997 року.

## Сюжет
Терористична група Каліла, що базується на території Близькосхідної держави, доручає колишнім бійцям Радянського спецназу Владу і Наді провести операцію з викрадення новітнього супер — літака МІГ-35. Акція проходить успішно, терористи, використовуючи невидимість літака, приступають до планомірного знищення нафтових полів у сусідніх державах з метою створення нафтової кризи в регіоні. Спецпідрозділ США, керований Боном Конн, і військово-морський льотчик Френк Вайт повинні знищити терористів і супер-зброю.

## У ролях
| Актор                    | Роль                 |
| ------------------------ | -------------------- |
| Френк Загаріно           | Френк Вайт           |
| Кайл Вотсон              | Бон Конн             |
| Джон Крістіан Інгвордсен | Вебб Баклі           |
| Керолайн Стронг          | Морган Деніелс       |
| Джеррі Кокіч             | Вільям Мерфі         |
| Блю Дін                  | адмірал Тодд         |
| Грегорі Портер Міллер    | капітан Армстронг    |
| Глен Шолд                | Каннінгем            |
| Джей Джей Азан           | морський котик       |
| Денні Качак              | Каліл / Хуан Пендейо |
| Джон Рано                | Ахмед / Гектор       |
| Джон Тег                 |                      |
| Рік Вошберн              | Деріан Кейн          |